# Tactics Ogre: Let Us Cling Together
Tactics Ogre: Let Us Cling Together (タクティクスオウガ Takutikusu Ōga?) är ett rollspel skapat av Quest. Spelet utvecklades ursprungligen 1995 till Super Famicom i Japan och sedan återutgivet till Sega Saturn 1996 och till Playstation 1997. En portering släpptes den 15 februari 2011 till PSP. I visa delar av världen, bland annat Japan, heter remake-versionen Tactics Ogre: Wheel of Fate.

## Handling
Spelet utspelar sig i kungariket Valeria, en stat där 80 års inbördeskrig härjat mellan tre olika folkgrupper. Denim Powell skall hämnas det folkmord hans folkgrupp utsattes för.

### Fotnoter
1. ↑  ”Square Enix Announces Solid Spring 2011 Line-Up For PSP”. Gamingunion.net. 7 november 2010. Arkiverad från originalet den 10 december 2010. https://web.archive.org/web/20101210140238/http://www.gamingunion.net/news/square-enix-announces-solid-spring-2011-line-up-for-psp--3464.html. Läst 14 maj 2014.
2. ↑  Tactics Ogre: Let Us Cling Together Hits PSP February 15th - Playstation Blog
3. ↑  ”Tactics Ogre” (på engelska). Mobygames. http://www.mobygames.com/game/tactics-ogre-. Läst 14 maj 2014.